# Wörnitz (Moyenne-Franconie)
Pour les articles homonymes, voir Wörnitz.
Wörnitz est une commune allemande, située en Bavière, dans l'arrondissement d'Ansbach et le district de Moyenne-Franconie.

## Géographie

Situation de WÖrnitz (en rouge) dans la communauté administrative de Schillingsfürst (en violet) et dans l'arrondissement d'Ansbach

Wörnitz est située dans l'ouest de l'arrondissement d'Ansbach, à la source de la Wörnitz, dans le Parc naturel de Frankenhöhe, sur la route romantique, à 12 km au nord de Feuchtwangen et à 27,5 km à l'ouest d'Ansbach, le chef-lieu de l'arrondissement.
Wörnitz fait partie de la communauté administrative de Schillingsfürst.
Communes ayant fusionné avec Wörnitz en 1971 : Bottenweiler et Erzberg.
Wörnitz a appartenu à l'arrondissement de Rothenburg ob der Tauber jusqu'à la disparition de ce dernier.

## Démographie
| 1910   | 1933 | 1939 | 1950   | 1961 | 1979 | 2003  | 2009  |
| ------ | ---- | ---- | ------ | ---- | ---- | ----- | ----- |
| 1 090, | 993, | 955, | 1 210, | 946  | 991  | 1 611 | 1 610 |